# SEXエド チェリー先生の白熱性教育
SEXエド チェリー先生の白熱性教育（原題:Sex Ed）は、2014年のアメリカ合衆国の映画。日本公開は2015年5月30日。

## 概説
有名子役出身のハーレイ・ジョエル・オスメントが大人の俳優に復帰してからの映画で、悩める童貞の青年が運良く臨時教師になったものの、まさかの性教育でアタフタする学園コメディ。カリテ・ファンタスティック！シネマ・コレクション2015にて上映された。

## スタッフ
- 監督：アイザック・フェダー
- 脚本：ビル・ケネディー
- 製作：ステファン・フェダー
- 撮影：ブライアン・バーゴイン

## キャスト
- ハーレイ・ジョエル・オスメント
- ロレンツァ・イッツォ
- グレン・パウエル
- ケヴィン・ヘルナンデス
- カスティル・ランドン
- レタ
- アビー・エリオット
- ラモーン・モリス
- マット・ウォルシュ
- ローラ・ハリング
- レイ・サンティアゴ
- ジョージ・イーズ
- パーカー・ヤング
- クリス・ウィリアムズ